# Supersonic and Demonic Relics
Supersonic and Demonic Relics – trzeci album kompilacyjny amerykańskiej grupy Motley Crue wydany 1999 roku.

## Lista utworów
1. "Teaser" - (Tommy Bolin, Jeff Cook)
2. "Primal Scream" - (Tommy Lee, Nikki Sixx, Mick Mars, Vince Neil)
3. "Sinners & Saints" - (Mars, Sixx)
4. "Monsterous" - (Sixx)
5. "Say Yeah" - (Sixx)
6. "Planet Boom" - (Lee)
7. "Bittersuite" - (Mars)
8. "Father" - (Sixx)
9. "Anarchy in the U.K." - (Paul Cook, Steve Jones, Glen Matlock, Johnny Rotten)
10. "So Good, So Bad" - (Mars, Sixx
11. "Hooligan's Holiday" - (John Corabi, Lee, Mars, Sixx)
12. "Rock 'N' Roll Junkie" - (Sixx, Mars, Lee)
13. "Angela" - (Lee, Mars, Neil, Sixx)
14. "Mood Ring" - (Mars, Sixx, Lee, Neil)
15. "Dr. Feelgood" (live) - (Mars, Sixx)
16. "Knock 'Em Dead, Kid" [Demo Version] - (Sixx, Neil)
17. "Anarchy in the U.K." [Video] - (P. Cook, Jones, Matlock, Rotten)